# Lego Education
LEGO Education, tidligere kendt som Lego Dacta, er en produktlinje produceret af den danske legetøjskoncern LEGO, der har læringsmæssige formål fremstillet til skoler. Temaet blev introduceret i som Lego Dacta i 1960 og fungerede under dette navn frem til 2003. I 1999 blev Lego Education introduceret med en række sæt, der ofte har Duplo eller Technic-dele, og ofte en større antal klodser.